# Lednica (Eslováquia)
Lednica (em húngaro: Lednic; alemão: Lednitz) é um município da Eslováquia, situado no distrito de Púchov, na região de Trenčín. Tem 22,65 km² de área e sua população em 2018 foi estimada em 933 habitantes.

## Demografia
| Ano:        | 1994 | 2004   | 2014   | 2024   |
| ----------- | ---- | ------ | ------ | ------ |
| Broj ljudi: | 1067 | 1015   | 965    | 894    |
| Razlika:    |      | -4,87% | -4,92% | -7,35% |

| Ano:               | 2023 | 2024   |
| ------------------ | ---- | ------ |
| Número de pessoas: | 908  | 894    |
| Diferença:         |      | -1,54% |